# Anne Pincus
Anne Pincus (* 1961 in Melbourne, Victoria) ist eine in Australien geborene Malerin und Bildhauerin, die seit 1994 in München lebt.
Pincus studierte von 1978 bis 1983 Visuelle Künste am Campus Gippsland der Monash University in Churchill. Zudem erwarb sie 1992 das Graduiertendiplom in Vergleichender Religionswissenschaft der La Trobe University. 1994 zog sie nach Deutschland. Seit 1984 stellt sie ihre Arbeiten im Rahmen zahlreicher Gruppen- und Einzelausstellungen aus, überwiegend in Australien und Deutschland.

## Einzelausstellungen
- 1984: „Recent Works“, The Gallery, Akaroa, Neuseeland
- 1993:
  - „Recent Paintings“, Melbourne Contemporary Art Gallery, Melbourne
  - „Shadow Stories“, Access Contemporary Art Gallery, Sydney
- 1997: „Malerei“, Café Gap, München
- 1998: „ask the dust“, Access Contemporary Art Gallery, Sydney
- 1999: „Ölgemälde“, Jazzclub Unterfahrt, München
- 2000: „Distillations“, Access Contemporary Art Gallery, Sydney
- 2001: Europäisches Patentamt, München
- 2003: „Transcience“ (Installation), St. Rupert-Kirche, München
- 2004:
  - „of the body and other strange phenomena“, 84 GHz, München
  - „in der Schwebe“ (Installation), Auferstehungskirche, München
- 2006: „Parachute love“ (Installation), St. Benedikt, München
- 2009: „the latitude of shadows“, Galerie Kaysser, München
- 2010: „swimming with medusa“, werkschau. galerie für objekte + bilder, München
- 2015: 
  - „Das Murmeln der Blätter“, Seidlvilla, München
  - „Zoom“ (mit Marcus Berkmann), Kunstraum Bogenhausen, München
- 2018: „Blicklichtung“ (mit Eva Ertl), Städtische Galerie im Cordonhaus, Cham
- 2019: „An eine Landschaft“, Haus Heilig Geist, München
- 2020:
  - „Lustwandeln“ (mit Susanne Brandenburger), St. Maria Ramersdorf, München
  - „Sand, Schatten, Schnee“, Hans-Sieber-Haus, München
- 2021: „Blicklichtung“ (mit Eva Ertl), KVD, Dachau

## Preise und Stipendien
- Queen-Elizabeth-II-Arts-Council-Förderung, Re Akaroa Arts Entertainment Programme (1985)
- Australia Council for the Arts Overseas Development Förderung für Besozzo, Italien (1996)
- Atelierförderung des Kulturreferats der Landeshauptstadt München (1998–2001)
- 1. Preis, "Kunstfrühling", Bad Wörishofen (2003)